# Municipio de Benton (condado de Osage)
El municipio de Benton (en inglés: Benton Township) es un municipio ubicado en el condado de Osage en el estado estadounidense de Misuri. En el año 2010 tenía una población de 1172 habitantes y una densidad poblacional de 4,14 personas por km².

## Geografía
El municipio de Benton se encuentra ubicado en las coordenadas 38°38′3″N 91°44′19″O / 38.63417, -91.73861. Según la Oficina del Censo de los Estados Unidos, el municipio tiene una superficie total de 282.8 km², de la cual 278,3 km² corresponden a tierra firme y (1,59 %) 4,5 km² es agua.

## Demografía
Según el censo de 2010, había 1172 personas residiendo en el municipio de Benton. La densidad de población era de 4,14 hab./km². De los 1172 habitantes, el municipio de Benton estaba compuesto por el 99,06 % blancos, el 0,09 % eran afroamericanos, el 0,26 % eran amerindios, el 0,17 % eran de otras razas y el 0,43 % eran de una mezcla de razas. Del total de la población el 0,6 % eran hispanos o latinos de cualquier raza.